# Back to God's Country
Back to God's Country é um filme de faroeste e aventura estadunidense dirigido por Joseph Pevney e estrelado por Rock Hudson, Marcia Henderson e Steve Cochran. É baseado no livro de mesmo nome de James Oliver Curwood. O filme foi lançado em novembro de 1953 pela Universal Pictures.

## Elenco
- Rock Hudson ...Peter Keith
- Marcia Henderson ...Dolores Keith
- Steve Cochran ...Paul Blake
- Hugh O'Brian ...Frank Hudson
- Chubby Johnson ...Shorter
- Tudor Owen ...Fitzsimmons
- Arthur Space ...Carstairs
- Bill Radovich ...Lagi
- John Cliff ...Joe
- Pat Hogan ...Uppy
- Ivan Triesault ...Reinhardt
- Charles Horvath ...Nelson